# Устанак у Србији 1941.
Устанак у Србији је јула 1941. године подигла Комунистичка партија Југославије против осовинских окупатора.
У почетку су вршене диверзије и саботаже по градовима и на комуникацијама. Приступањем четника устанку, крајем августа, долази до битке за Лозницу и ослобођења првог града. Тек септембра 1941, када је устало село, Србија се нашла у пожару устанка. Партизани и четници запоседали су градове које су посадне немачке јединице напуштале. Оружани устанак убрзо захвата већи део окупиране Србије. Ослобођене су велике територије у западној и источној Србији. На тлу западне Србије створена је највећа слободна територија у окупираној Европи позната као „Ужичка република“. Власт у њој је била дуална; партизански центар ове слободне територије налазио се у Ужицу, а четнички на Равној гори.
Развојем устанка, међу устаницима постаје већи очитији идеолошки раскол између две фракције. На једној страни су припадници Четничких одреда Југословенске војске или четници који су лојални избегличкој краљевској влади. На другој страни су припадници Народноослободилачких партизанских одреда Југославије или партизани који се залажу за револуционарно увођење социјализма и укидање монархије. Четнички вођа Михаиловић крајем октобра напушта устанак, и покушава да ступи у преговоре са квислиншком владом и са Немцима ради уништења партизана, али не успева.
Окупатор је убрзо окупио веће снаге и страшним терором угушио устанак у Србији, али је остатак партизанских снага прешао у Босну, где су формирали Прву пролетерску бригаду. Након слома устанка, Србија је углавном била пацификована територија, све до доласка Црвене армије и повратка партизана у пресудној бици за Србију 1944. У међувремену, четници показују све мање склоности за борбу против немачких окупатора, а све више за борбу против партизана. Упркос томе, Михаиловић је успео да се наметне као једини легални представник избегличке владе, која је наложила да се све снаге отпора ставе под његову команду.

## Позадина
Немци су сматрали да је успоставом окупације Југославија ликвидирана као држава. Краљевина Југославија је подељена након Априлског рата између Немачке, Краљевине Италија, Мађарске и Бугарске, док је на територији данашње Хрватске и Босне и Херцеговине проглашена Независна Држава Хрватска. Окупатор је пљачкао материјална добра и одвео око 350.000 војника у заробљеништво. Јевреји и друге неподобни становници и политички противници су хапшени и одвођени у логоре. Највећи део Србије је организован у територију Војне управе. Немци су за поставили Милана Аћимовића на чело квислиншке Комесарске владе.

## Припрема за устанак

### Припреме комуниста за устанак
Припреме КПЈ за устанак почеле су одмах после Мајског саветовања ЦК КПЈ у Загребу, а Војни комитет при Покрајинском комитету КПЈ за Србију формиран је средином маја. Тито је у депеши Коминтерни 13. маја у којој стоји да се припрема устанак који ће почети када Немачка нападне Совјетски Савез. Илегални прелазак Централног комитета Комунистичке партије Југославије, из Загреба у Београд, крајем маја, био је од великог значаја за развој Народноослободилачке борбе у Србији. Након тога су одржаване Окружне и Месне конференције КПЈ.
Немачки напад је отпочео 22. јуна 1941. Када су Немци напали СССР, из Србије су повукли своје јединице, а у градовима су оставили посадне трупе 704. пешадијске дивизије, 714. пешадијске дивизије и 717. пешадијске дивизије. Ове дивизије су сачињавали углавном старији војници пореклом из Аустрије. Комунистичка партија Југославије је проценила да су се стекли сви услови да се почне са борбом. Улазак Совјетског Савеза у рат разгорео је наду код српског народа, као и оптимизам да ће се рат убрзо завршити. Драги Јовановић је бележио да је 22. јуна на београдским улицама владала атмосфера као 27. марта. У Мачви су сељаци вадили коље из тараба да се совјетски падобранци не би набили при паду. У Београду су постављани осматрачи на вишеспратнице да јаве долазак совјетских авиона. У Банату су се образовале санитетске групе за помоћ падобранцима.
Присталице комуниста око Срђана Будисављевића у Министарству унутрашњих послова Симовићеве владе уништили комунистичку картотеку предратне полиције. Тако да, када почињу масовна хапшења комуниста после напада на СССР, комунисти у Србији нису били тако видљиви за Гестапо.
Одлука о припремама за оружану борбу у Србији донета је 23. јуна 1941. на састанку Покрајинског комитета КПЈ за Србију коме су присуствовали: Александар Ранковић, Спасенија Бабовић, Ђуро Стругар, Мома Марковић, Иво Лола Рибар, Благоје Нешковић, Вукица Митровић, Мирко Томић, Милош Матијевић, Љубинка Милосављевић, Василије Буха и Милован Ђилас. На састанку је дошло до распореда партијских инструктора за поједине крајеве Србије. С обзиром на предстојеће задатке решено је да се без одлагања приступи образовању наоружаних група, убрза прикупљање оружја и санитетског материјала.
Инструктори су после састанка кренули у унутрашњост Србије. Мома Марковић је до краја јуна 1941. одржао састанке са окружним комитетима у Јагодини, Нишу и Зајечару; Мирко Томић је био задужен за Крушевац, Василије Буха је отишао у Ниш, Милан Мијалковић у Ужице и Чачак, Миодраг Ивковић у Шабац; Милош Минић је већ био у Ваљеву, а Петар Стамболић у Поморављу. Формиран је велики број месних десетина и неколико партизанских одреда. Прикупљене су знатне количине оружја и муниције.
Дана 27. јуна је образован Главни штаб Народноослободилачких партизанских одреда Југославије. На челу се налазио Јосип Броз, а чланови су били: Милован Ђилас, Едвард Кардељ, Иван Милутиновић, Александар Ранковић, Раде Кончар, Франц Лескошек, Сретен Жујовић, Иво Лола Рибар, Светозар Вукмановић.
У Београду, у кући Владислава Рибникара, је 4. јула одржана седница ЦК КПЈ на којој су присуствовали Тито, Александар Ранковић, Иван Милутиновић, Милован Ђилас, Иво Лола Рибар, Светозар Вукмановић и Сретен Жујовић. На састанку је донета одлука о отпочињању диверзија и мањих оружаних напада, док је констатовано да за општенародни устанак није време пошто је устаницима недостајало оружје. Комунисти су веровали да ће СССР до краја године сломити немачку офанзиву. Тада је формиран Штаб Народноослободилачких партизанских одреда Србије у саставу: Сретен Жујовић, Филип Кљајић, Бранко Крсмановић, Никола Груловић и Родољуб Чолаковић. Командант Главног штаба Јосип Броз Тито је решио да устанак треба започети у западној Србији и тамо створити ослобођену територију која ће послужити као база развијању устанка у другим крајевима. Овај датум се у СФРЈ обележавао као Дан борца.
Од 5. јула 1941. појавио се проглас Комунистичке партије у коме се српски народ позива на борбу против окупатора, јер је питање „бити или не бити“. Није се смело оклевати, српски народ се морао сетити славне прошлости и не слушати „кукавице и малодушнике" који су позивали на чекање. Комунисти су позивали да се стане на страну „непобедиве словенске Русије", на чијем је челу „велики син руског народа - Стаљин". У окружници ПК КПЈ за Србију почетком јула 1941. истицало се да је куцнуо час да комунисти поведу отворену борбу против окупатора, да организују партизанске одреде, у залеђу непријатеља распирују партизанске борбе, пале ратне фабрике и складишта, руше железнице и телефонско-телеграфске везе, уништавају аеродроме, организује скривање жита и слично. Изласком ударних група из градова почело је формирање првих партизанских јединица.

### Припреме Драже Михаиловића за устанак
Одлазак у заробљеништво након Априлског рата избегао је пуковник Драгољуб Михаиловић, који се са својим пратиоцима склонио на Равној гори 13. маја 1941. У Априлском рату, Михаиловић је био начелник штаба Друге армије у североисточној Босни. Равна гора је забачена висораван, у којој је присуство Немаца било слабо, док су локална управа и жандармерија остале нетакнуте. Првих неколико месеци, Михаиловић је са Равне горе покушавао да ступи у везу са незаробљеним официрима који су сакрили или основали своје одреде, развије обавештајну мрежу, ступи у контакт са владом у избеглиштву и врбује под своју команду чиновнике и жандарме. Уз помоћ чиновника састављао је спискове резервиста и регрута. Једини цивили у његовој организацији били су чланови Српског културног клуба Драгиша Васић и Стеван Мољевић.
Михаиловић је био става да ће рат дуго трајати. Своју прву јавну појаву имао је у Тометином Пољу 28. јуна, где је народу окупљеном на вашару одржао говор у ком је изјавио да су припреме за устанак завршене, али да још увек није куцнуо тренутак.

## Устанак
У ваљевском крају су формиране прве партизанске и четничке јединице.
За почетак устанка у Србији узима се оружана акција Рађевачке партизанске чете 7. јула 1941. у Белој Цркви код Крупња, где се на Ивањдан одржавао се традиционалан сеоски вашар. Ту је дошла група од петнаестак партизана из Рађевске партизанске чете, предвођених командантом Мишом Пантићем и политичким комесаром Жикицом Јовановићем Шпанцем. Партизани су окупљени народ позвали у борбу против окупатора. Говорили су лекар Миша Пантић из Ваљева, студент права Владан Бојанић из Беле Цркве и Жикица Јовановић Шпанац, новинар из Ваљева и шпански борац. Жандари Богдан Лончар и Миленко Браковић су покушали да растуре скуп, забрањен у условима окупације. Партизани су отворили ватру и убили оба жандарма.

### Развој устанка
Устанак се проширио прво на западну, а затим и на друге крајеве Србије. Током јула и августа 1941. штампани су многобројни прогласи руководства Партије и СКОЈ-а, с позивом на оружану борбу против окупатора. Комунистичке групе су почетком јула 1941. пресекле телеграфско-телефонске везе на прузи Ниш - Лесковац; у Београду је 4. јула пресечен главни вод Београдске радио-станице; ударне групе у Београду извршиле су „мноштво демонстративних и саботажних акција" (паљење штампе, запаљена је гаража „Пришић", пресецане ПТТ везе, паљени немачки камиони, изазван пожар у гаражи „Форд" у Гробљанској улици, паљени вагони са сеном на железничкој станици итд.).
Комесаријат унутрашњих послова Милана Аћимовића регистровао је у јулу 220 саботажа. Нападане су полицијске и жандармеријске патроле, сеоске општине и среска начелства, железничке пруге, а 22. јула 1941. ослобођено је место Ваљевска Каменица. Немачки представник Феликс Бендер известио је 22. јула 1941. Министарство иностраних послова да разне групе „одлучних комуниста у јачини од око 60-100 људи који, делом добро наоружани … предузимају терористичка дела према српском становништву, одводе или убијају српске чиновнике, врше саботаже" итд. Бендер помиње и убиства немачких војника (убиство једног немачког натпоручника код Тополе; и 8 немачких војника-пионира); нападани су возови и камиони, извршено неколико саботажа на војним објектима. Немачки представник саопштава да је српска жандармерија нанела губитке комунистима, али да их је и сама претрпела.
Бендер је 28. јула јавио да се комунистички напади настављају, а пар дана касније чак говори о опасности од општег устанка. За србијанске квислинге опасност се увећавала и зато што је, упоредо са комунистичком акцијом у Србији, отпочела и активност у Банату. Жандармерији је то наметало развлачење снага, све до угрожених подручја од Зрењанина до Кикинде.
За базу устанка одабрана је западна Србија, због топографије тла (брдовити и шумом обрасли терени), и борбеног живља које је пружило јак отпор окупатору у прошлом рату. Радило се о сливу Западне Мораве, до појаса Дрине.
Комунистичко руководство је на прво место стављало стварање и јачање партизанских одреда који би се наоружавали разоружавањем жандарма и немачких војника, нападима на непријатељске транспорте и складишта. Стварање покретних партизанских одреда упућивало је на оружани устанак као главни циљ. Главни штаб НОПО Србије је 8. августа је тенденције стварања сеоских десетина које би чувале села и остајале код кућа називао „опортунистичким“. До средине августа у Србији је образован 21 партизански одред. Први партизани били су искључиво комунисти, чланови СКОЈ-а, симпатизери КПЈ, углавном радници, студенти и ђаци. До краја августа формирани су: Ваљевски, Посавски, Космајски, Први шумадијски, Други шумадијски, Ужички, Бољевачки, Чачански, Мачвански, Копаонички, Расински, Поморавски, Краљевачки, Посавски, Озренски, Пожаревачки, Топлички, Крагујевачки, Кукавички (Лесковачки), Крајински и Врањски партизански одред.
Дана 13. августа је објављен Апел српском народу против устанка, а пар дана потом и новчане награде за убиство устаника. Немци су у току августа регистровали 242 диверзије на уреде, жандармеријске станице, железнице, телефонске водове, рударска и привредна предузећа. Дотадашњи губици у људству износили су 22 убијена војника и 17 рањених. Првих дана септембра немачки губици вишеструко су се увећали. Окупатори су стрељали и вешали у Београду (на Теразијама), у Ужицу, Прњавору у Мачви, Аранђеловцу, Крагујевцу, Шапцу и другим местима. Ни пооштравање репресије у августу 1941 није могло зауставити растући отпор: "до краја августа стрељано је око 1.000 комуниста и Јевреја или је обешено испред кућа бандита, чак је једно цело село спаљено, нису могле зауставити стално јачање наоружаних устаника."
Развојем устанка у Србији, ореол непобедивости Вермахта је уздрман. Немци су се суочили са развојем устанка, који је угрожавао саобраћај и експлоатацију сировина. Немци су чак помишљали и на превођење саобраћаја за Грчку заобилазним путем. Њихове слабе посадне снаге (704, 714. и 717. пешадијска дивизија) нису биле у стању да изађу на крај с устаницима. Морал трупа био је услед бројних неуспеха уздрман, и Вермахт јавно исмејан. Септембра 1941. године изгледало је као да немачке трупе не могу још дуго издржати.
У ноћи између 29. и 30. августа партизани су напали Уб, и скоро га заузели, осим основне школе у коју су се утврдили Немци.

### Четничко приступање устанку
Када је почела организована партизанска борба, неколико четничких вођа, првобитно без сагласности свог вође Михаиловића, понето таласом устанка, укључило се у борбу. Михаиловић није намеравао да још крене са борбом, већ да се припрема и наоружава, чекајући повољан тренутак. Он је ценио да је окупатор јачи у сваком погледу, да би борба против њега била контрапродуктивна. Учествовање четничких снага у борбама против окупатора у Србији је било добрим делом изнуђено страхом да партизанске снаге не преотму утицај у народу. Официри нису могли дозволити да борбом руководе голобради младићи и лаици из редова учитеља, студената, радника и сељака. То поготову нису могли дозволити официри који су били компромитовани Априлским ратом и које је народ већ називао „свиленим“.
У другој половини августа 1941. Михаиловић је издао наредбу о формирању четничких одреда, састављених од чета обвезника од 20-30 година. Њихов задатак је био преузимање власти у моменту општег устанка. Михаиловић се прогласио легитимним представником Југословенске војске и на основу ратних закона тражио одазивање војних обвезника. Ове јединице имале су улогу да онемогућавају пљачку и насиље, спречавајући истовремено деловање „разорних елемената“.
Од краја августа 1941. успостављали су се први додири између партизана и четника. Већ 25. августа 1941. био је сачињен споразум команданта Подрињског партизанског одреда и команданта Церског четничког одреда капетана Драгослава Рачића о заједничким борбама. Партизанско-четничко војно садејство дошло је до изражаја у заузимању Горњег Милановца (800 партизана и 50 четника Михаиловића), у нападима на Шабац (17 чета са једне и друге стране), приликом блокаде Ваљева, у борбама код Краљева, у којима је суделовало 23 партизанске и 19 четничких чета, са укупно око 4.000 бораца.

#### Борбе за Лозницу
Битка за Лозницу се одиграла 31. августа 1941. године када су устаници напали Немце у Лозници, након што су одбили да се предају. Током ових борби погинуо је четнички командант потпуковник Веселин Мисита, који је предводио напад на Немце у Лозници.
Борба за Лозницу је била највећи оружани сукоб са Немцима до тада у окупираној Југославији.

#### Борбе за Крупањ
После тродневних борби Крупањ су 3. септембра 1941. ослободили делови Ваљевског партизанског одреда и четнички одреди попа Владе Зечевића и поручника Ратка Мартиновића, који су касније приступили НОП-у.

#### Ослобођење Ужица
Након што је устанак узео маха, новопостављени командујући генерал у Србији Франц Беме донео је одлуку да Немци 21. септембра напусте Ужице. Колона је била дуга 6 километара и у њој се кретало 1.217 војника.
Знајући за одлазак Немаца, Радомир Ђекић са 100 четника исти дан улази у Ужице, где се придружује Недићевим људима. Како је Косјерић ослобођен 24. септембра изјутра, у ужичком округу остало је још неослобођено Ужице у коме су се налазили Пећанчеви четници и Недићева жандармерија. Са њима су поведени разговори да се Ужице преда. Кад споразум није постигнут, одлучено је да се изврши напад на град. Увече, 23. септембра све три партизанске чете биле су спремне за напад. Раније тога дана, осећајући да се стеже обруч око града, жандарми су почели да беже из Ужица. Следећег дана Немци су бомбардовали складиште муниције у Крчагову и друге објекте, па је највећи део четника и жандарма напустио град.
Док су Пећанчеви четници напуштали Ужице, командант партизанске групације Слободан Секулић послао је у град патролу са поруком начелнику Бранку Барбуловићу да преда град. Како није располагао никаквим снагама за борбу против партизана, он је предао град. Поред Златиборске, Рачанске и Ужичке партизанске чете ускоро су с возом, камионима и мотоциклима стигле и чете источне групе Ужичког НОП одреда, а са севера преко Црнокосе партизани Црногорске чете.
У току истог дана на окупу се нашао цео Ужички НОП одред, тако да су све његове чете увече промарширале кроз град, а на житној пијаци одржан је велики народни митинг на коме су говорили Желимир Ђурић и Слободан Секулић. На месту где су пре неколико дана висили обешени борци Златиборске партизанске чете, становништво Ужица је поздрављало дефиле партизанских јединица.

#### Борбе за Шабац
Небојша Јерковић, командант Мачванског партизанског одреда, дошао је код капетана Драгослава Рачића, команданта Церског корпуса, ради договора о нападу на Шабац.
Борбе за Шабац вођене су од 22. септембра до 24. септембра 1941. године. 24. септембра по подне опкољеним Немцима је дошла у помоћ 342. немачка пешадијска дивизија, која разбија устанички обруч. Немци су после битке за Шабац у знак одмазде извршили ратни злочин према цивилном становништвом, стрељавши око 2.100 грађана Шапца и Мачве. Мачвански партизански одред је после неуспеле опсаде Шапца спао на половину бораца.
Наступ 342. дивизије у борбама за Шабац означио је почетак велике немачке офанзиве на устаничку територију.

#### Борбе за Крушевац
Битка за Крушевац се одиграла 23. септембра 1941. године између четника и Немаца током Другог светског рата. Немци су пружили жесток отпор из гимназије, која је била њихово најјаче утврђене у граду и очекујући да им стигне појачање. Из правца Сталаћа стигао је немачки оклопни воз, после чега Немци разбијају опсаду.
Немци су убрзо стрељали у знак одмазде око 80 српских цивила. Немци у Крушевцу нису извршили одмазду „стотину за једног“, као у другим местима у Србији.

#### Борбе за Горњи Милановац
Договор о нападу на Немце у Горњем Милановцу постигнут је на састанку између четника и партизана у селу Луњевици. На састанку је Звонимир Вучковић, командант Таковског четничког одреда, постављен за команданта заједничке четничко-партизанске акције против Немаца, а партизански вођа, учитељ Бранко Ракић, за његовог заменика. Вучковић је хтео да одговори партизане од напада на Милановац, али је знао да ће изостајање четника из борбе бити штетно по њих.
Почетак напада на Горњи Милановац одређен је 29. септембра за три сата ујутру. У нападу су поред Таковског одреда Звонка Вучковића учествовали Љубићки и Таковски батаљон Чачанског НОПО. После неколико часова борбе, поручник Вучковић је понудио опкољеним Немцима да се предају, што су они и прихватили. Заробљени Немци су касније спроведени у логор на Равној гори.

#### Ослобођење Чачка
Генерал Франц Беме, командант Србије, наредио је 28. септембра напуштање Чачка. У самом Чачку није било битке са Немцима. Партизанско-четничке снаге су 1. октобра 1941. ушле у Чачак, а потом је формирана заједничка команда града. Партизански представник је био Миленко Никшић, командант Љубићког НОП одреда, а четнички — капетан Богдан Марјановић.
У Чачку је убрзо дошло до борби између партизана и четника, након што је Дража Михаиловић 1/2. новембра издао наређење за напад мајору Радославу Ђурићу.

#### Борбе за Краљево
План напада на Краљево донет је 4. октобра 1941. године, када је формиран и заједнички штаб. Партизанско-четнички оперативни штаб за напад на Краљево сачињавали су са партизанске стране Ратко Митровић и Момчило Радосављевић, а са четничке Радослав Ђурић и Јован Дероко.
Првих дана опсаде Немци су ухапсили неколико хиљада Краљевчана, које су држали као таоце. У знак одмазде за четнички напад на Краљево. 14. октобра Немци су извршили ратни злочин, стрељали су 1.738 мушкараца и 19 жена.

### Преговори партизана и четника
За борбе у Југославији убрзо се чуло у савезничком свету. У земљу је стигла савезничка мисија на челу са Билом Хадсоном, а западна штампа је почела да гради мит о херојском борцу, пуковнику Михаиловићу. Савезници су формирали заједнички став, који му је пренет: биће признат за лидера покрета у целој земљи, али под једним условом - да одржи јединство са партизанима. На почетку устанка партизани и четници су углавном сарађивали, упркос повременим трзавицама. До септембра 1941. године формирана су 24 партизанска одреда са око 14.000 бораца. На врхунцу устанка, партизански одреди имали су око 25.000 бораца. Одреди од неколико десетина људи нарасли су у велике војне формације: Ужички НОП одред на 2.500, Чачански на 3.000, Крагујевачки на 1.500 бораца. Партизански и четнички одреди, нагло нарасли, једнако су се брзо осипали приликом војних неуспеха, знајући преко ноћи да се преполове или чак сведу са 1.000 на 150 бораца.
Тито и Михаиловић су се састали у Струганику 19. септембра 1941. су покушали да дођу до договора о заједничкој борби против окупатора. На овом састанку, као ни на следећем састанку у Брајићима 26. октобра 1941. године договор није у потпуности постигнут. Обе стране су имали потпуно различита гледишта о стратегији и ратним циљевима.
Дана 24. октобра 1941. је потписан споразум између четничког одреда на сектору Г. Милановац — Крагујевац, и Крагујевачког НОП одреда о сарадњи у борби против окупатора и квислинга. Комесар Крагујевачког НОПО Владимир Дедијер је око склапања споразума најпре преговарао са мајором Миодрагом Палошевићем, а затим са капетаном Радованом Стојановићем. Споразум потписан у манастиру Враћевшници (планина Рудник) каже следеће:
Споразум није дуго живео. Партизани наводе да се ни тог споразума четничка страна није придржавала, а четници обратно.
Није прошло ни недељу дана од првог сусрета са савезничком мисијом, а Михаиловић је повео концентричан напад на Ужичку републику, и затражио састанак са немачком командом. Бил Хадсон је у новембру јављао: "Партизани би били за компромис, но Михаиловић верује да држи све адуте."

### Слободна територија
Створена је повезана велика слободна територија у западној Србији, Шумадији и Поморављу, као и први органи „народне власти“. Саветовање у Столицама, септембра 1941. године, било је значајан догађај за даљи развој Народноослободилачког покрета, а посебно присуство Врховног штаба НОПОЈ и Централног комитета КПЈ на слободној територији Србије. Ужице је скоро два и по месеца било центар руководства Народноослободилачке борбе Србије и Југославије и највеће слободне територије у Југославији, познате као Ужичка република. Створени су месни, срески и Главни Народноослободилачки одбор Србије.

## Немачке мере против устанка
Први покушаји окупатора да угуше устанак у Србији остали су без успеха, због чега су Немци били присиљени да довуку појачања са других фронтова да би ликвидирали устаничке снаге.
Изричит захтев за угушење устанка дао је Хитлер 16. септембра када је именовао генерала Франца Бемеа за командујућег генерала у Србији. Заједно са Бемеом у Србији су послате две борбене јединице за појачање: 125. дивизија из Грчке и 342. дивизија из Француске. Беме је примио задатак, „да на подручју Србије осигура путеве и за немачку ратну привреду важне објекте и потом на целокупној устаничкој територији најоштријим средствима поново успостави ред“.
На граници према Дрини постављена је једна немачка посадна дивизија из НДХ и усташе, а на Сави мађарска ратна речна флотила.

### Формирање Недићеве владе
Немачки окупатори су страховали од учвршћења јединственог устаничког фронта комунистичких и националистичких снага, јер би онда против себе имали читав српски народ. Немци су рачунали да ће Недићева влада успети да раздвоји устанички фронт који је настао уједињавањем комунистичких и националистичких снага под Михаиловићем.
Аћимовићев Савет комесара својом неефикасношћу није задовољавао. Немци су били решени да створе нову, ауторитативнију владу, не би ли одвојили Михаиловића од комуниста. Избор сарадника окупатора у Србији је био веома сужен, јер су основне друштвено-политичке снаге већ биле сврстане на страну комуниста и четничког покрета Драже Михаиловића.
Љотићеви представници су захтевали да власт преузме личност која има ауторитет у српском народу. Војни заповедник Србије генерал Данкелман 29. августа разрешио је Савет комесара и поставио Недићеву владу „народног спаса“. Генерал Милан Недић је Немцима одговарао као војник, јер је устаницима требало показати чврсту руку, затим јер је веровао у немачку победу и био је противник југословенске државе. Давањем власти утицајном српском националисти, Немци су ударили клин партизанско-четничкој сарадњи, а притом супротставили Михаиловићевом покрету Недићев националистички пројект, под својим надзором.
Влада је образована 29. августа 1941. године. Недић и министри су добили мандат из руку окупатора. Недић је добио право на употребу српских државних знамења - грба и заставе. Стварањем владе, по називу, јер није имала битнија овлашћења у односу на Савет комесара, Немци су практично подривали краљевску владу у емиграцији. Недићева "влада" је имала знатно већи утицај од Аћимовићевог комесарског савета.

### Немачки масакри цивила
Октобра 1941. је као одговор на све већи партизански отпор, новопостављени командант немачке војске у Србији, Франц Беме увео "мере покајања", обелодањене у званичној наредби да се за сваког убијеног немачког војника има погубити 100 цивила, а 50 за сваког рањеног. У Бомеовом наређењу је наглашено да таоци морају бити узимани из популација које укључују: "све комунисте, људе за које се сумња да су комунисти, све Јевреје и одређен број националиста и демократски настројених становника." Сходно томе, жртве "мера покајања", били су пре свега јеврејски затвореници из Шапца и Београда, осумњичени комунистички симпатизери затворени у логору Бањица, као и групе Рома из Београда и околних насеља. Српско цивилно становништво страдало је највише у градовима у унутрашњости, где је број локалних Јевреја и затвореника комуниста био недовољан да испуни предвиђену квоту талаца. Немачка армија је, такође, широм Србије предузимала "казнене експедиције" на области или места за која се сумњало да скривају партизане. Током два месеца Бемеовог мандата на челу војне команде (октобар-децембар 1941.), убијено је приближно 30.000 цивила - укључујући готово сво мушко јеврејско становништво Србије. Цивили су убијани толико безобзирно да су приликом масакра у Крагујевцу деца изведена из школе и стрељана.
Немци су наглим упадом у Горњи Милановац варош претворили у згариште, вративши се с таоцима у гарнизоне под својом контролом. Варош је запаљена а сви одрасли мушкарци који се нису склонили на време похапшени. Паљена су читава места: „Велики огањ који је гутао и последњу кућу на Руднику могла је осмотрити цела Шумадија".
У свести нациста, постојало је поистовећење комунистичких побуњеника са Јеврејима, што је чинило Јевреје адекватном метом за одмазде. Крајем октобра 1941, када је устанак у Србији достигао врхунац, Харалд Турнер је у писао да таоце треба тражити међу затвореним Јеврејима и Ромима, сматрајући то "питањем принципа, будући да ове две групе представљају елеменат несигурности и стога опасност по јавни ред и сигурност." Репресалије су биле ефикасан начин за решавање "јеврејског питања", нарочито после Ајхмановог наређења. Како је Харалд Турнер истакао у преписци са Берлином, спровођење казнених мера био је "непријатан посао", али се "јеврејско питање, само по себи, најбрже решава на овај начин". Турнер се притом осврнуо на нелогичност политике стрељања јеврејских таоца, будући да је одмазда требало да иде "на рачун Срба" који су чинили окосницу побуне. Међутим, ово је оправдавао позивајући се на практичне разлоге ("они [Јевреји] су ти које већ имамо у логору") и "коначно решење": "Сем тога, они су такође грађани Србије и морају да нестану". Један немачки војник је након рата констатовао: "Убијање Јевреја није имало никакве везе са нападима партизана". Одмазда је заправо била "алиби за истребљење Јевреја".

## Партизанско-четнички разлаз
Немци су за гушење устанка у Србији 1941. ангажовали додатне трупе и спровели драстичне репресалије над становништвом, што је Михаиловића навело да се повуче из устанка, нападне партизане и затражи контакт са немачком управом ради прекида непријатељства. Непосредно након што се понудио Немцима као сарадник, Михаиловић је предузео општи напад на партизанску Ужичку републику. Историчар Бранко Петрановић сматра да је нападом четника на Ужице, Ивањицу, Чачак, Горњи Милановац и друга места слободне територије у ноћи између 31. октобра и 1. новембра 1941. године започео грађански рат у Србији. Главни штаб НОПО Србије је 6. новембра 1941. издао Проглас српском народу о „издајству Драже Михаиловића" који је напао партизане и настоји да обмане „поштене српске сељаке и четнике“.
Током сукоба између Михаиловићевих четника и партизана у западној Србији почетком новембра 1941, четници су заробили више стотина партизана. Једну већу групу од око 500 заробљеника, међу којима су били партизани на превару заробљени у Горњем Милановцу, те заробљени у Косјерићу, Карану и Планиници, четници су прикупили на Равној гори. 13. новембра 1941. четници су групу од 365 заробљеника одвели у Мионицу, и затим у Словац. Ту су прихваћени од Недићевих и немачких снага и пребачени камионима у Ваљево. Немачко-недићевски транспорт заробљеника до Ваљева је отпратио четнички вођа Јован Шкавовић Шкава, који је претходно био Пећанчев четовођа, док је у том периоду признавао Михаиловићеву команду.
Упркос Михаиловићевом иступању из устанка, Немци су му одговорили да управо стижу њихове оклопне трупе које ће се ефикасно обрачунати са бандитима, и да "немачки Вермахт не може да се оптерети таквим савезницима који му се привремено прикључују из разлога опортунитета“. Михаиловић се правдао да је морао узети неке градове од Немаца да их комунисти не би узели и да није хтео да ратује против Немаца.
Михаиловић је изјављивао окупаторима безрезервну лојалност и тражио муницију за борбу против устаника. Молио је да његово "деловање на националној основи" остане потајно да не би прошао као Коста Пећанац, који је склопио отворени споразум са окупатором, чиме је изгубио утицај у народу и стекао ознаку издајника.
Упркос свим његовим предлозима, Немци му нису оставили другу могућност до да положи оружје. Од тада па надаље, Михаиловић је водио беспоштедни рат против партизана.
Четничко-партизански сукоб је кулминирао потискивањем и опкољавањем четника на Равној гори, али до њиховог уништавања није дошло из међународних обзира. Врховни штаб је понудио четницима да ступе у борбу против Немаца, да се одрекну захтева да се партизани потчине Михаиловићу и да се питање јединственог оперативног вођства решава споразумно. Примирје је закључено 20. новембра 1941. у Чачку, али жеља да се оно поштује није постојала, иако су се Немци припремали за завршни удар. Договорено је да се пружи отпор окупатору, пусте заробљеници обе стране и да једна мешовита комисија испита узроке сукоба и кривице за „злочина дела“. Михаиловић је одмах известио краљевску владу да је успео да заустави „братоубилачку борбу" и да настоји да удружи све снаге за борбу против Немаца. Он је, међутим, одлучио да не пружи отпор немачкој офанзиви.

Бивши четнички старешина Звонко Вучковић описује међусобне борбе четника и партизана током устанка (обрачун у Овчару) на следећи начин: 
„У мешавини која се тако створила било је немогуће разликовати једне од других. Иста одела, исте псовке и команда. У таквој гужви је увек много жртава. Најгоре је што не знаш кога гађаш, а кад пуцњава почне, не престаје до мрака. Њихова петокрака звезда и наша тробојна кокарда, и кад су биле на шајкачама, могле су се осмотрити само из непосредне близине. Ако се сукобимо у селу, онда се тек створи кркљанац. Јуримо се око кућа и штала као деца која се играју жмурке. Час ми јуримо њих, а час они нас. У таквој игри гине све одреда: и ми и они, и жене и деца, и стока и кокошке. и све што је живо“.
Михаиловића је 15. новембра Душан Симовић преко Радио-Лондона промовисао за команданта „свих југословенских оружаних снага у земљи“. Михаиловић је 16. новембра издао "Проглас Србима, Хрватима и Словенцима" којим обавештава да га је краљ, на предлог „слободне југословенске владе у Лондону", именовао за Команданта целокупне југословенске војне силе на окупираној територији Југославије, чиме се сви наоружани покрети стављају под његову команду.
Четничко-партизански сукоб изнурио је устанике и њихову отпорну моћ пре него што су Немци кренули у завршну офанзиву.

## Слом устанка

### Немачка офанзива против партизана
Крајем септембра Немци су са око 80.000 војника отпочели прву већу офанзиву на слободну територију Ужичке републике (познату као Прва непријатељска офанзива), спроводећи истовремено најгрубљи масакр над становништвом, нарочито у Крагујевцу, Краљеву и Шапцу. У овим акцијама Немцима су садејствовале квислиншке формације - Српске државне страже и Српског добровољачког корпуса.
Упоредо са немачком офанзивом, дошло је и до општег напада четника на партизане. Пуковник Михаиловић је помагањем Немцима у сламању устанка, покушао себи да обезбеди привилегован положај код окупатора.
Под ударом далеко надмоћнијих снага, Врховни штаб НОПО Југославије и Главни штаб НОПО Србије, били су принуђени да напусте Србију и да се са делом снага повуку у Санџак и источну Босну. Од ових и црногорских батаљона формирана је у Рудом 21. децембра Прва пролетерска ударна бригада. Један део партизанских снага остао је у Србији, а Покрајински комитет КПЈ за Србију у Београду, где се вратио из Санџака.

### Немачка офанзива против четника
Немци нису прихватили Михаиловићеву понуду да пређе на њихову страну. И поред тога, он им је изјавио да му није намера да ратује против окупатора и да им неће пружати отпор. Михаиловић је уочи немачког напада склонио трупе са Равне Горе. Он је 1. децембра наложио својим командантима да се легализују у оквиру Недићевих формација. Михаиловић је 6. децембра опкољен у кући мајора Александра Мишића, сина војводе Живојина Мишића у Струганику, с групом својих људи. Михаиловићу је успео побећи, али два његова блиска сарадника, мајори Мишић и Фрегл, су ухваћени и касније стрељани.
Михаиловић се најприје скривао на подручју Равне Горе, а касније продужио према Санџаку и Црној Гори који су били под италијанском окупацијом.
За њим је расписана потерница и наредних месеци је био у бекству.

### Немачки продор на Источном фронту
Упоредо са сломом устанка у Србији, дешавао се дубоки немачки продор у СССР. Немачко напредовање у почетку је објашњавано као немачка пропаганда, чиста лаж. Касније је прихватано да Немци напредују, али истицањем да се Совјетски Савез не распада и да СССР неће доживети судбину Француске. Било је и оних који су сматрали да Руси намерно пуштају Немце, па ће „када их намаме далеко, онда ошинути“. Народ једноставно није желео да верује да Немци напредују, јер је то људе погађало. Фашистичке радио-станице јављале су о уништавањима целих руских армија, „кодовима", паду града за градом, покрајине за покрајином.

## Последице
Убрзо након слома устанка, Србија је постала прилично пацификована територија. На њеној територији је остала само једна немачка дивизија, а тежиште отпора је померено на запад, у НДХ.
Многи четнички команданти су током 1942. легализовани код окупатора. У децембру 1941. године Михаиловићеви четници стрељали су заједно са Немцима у Чачку само у један мах 80 припадника народноослободилачког покрета. У току децембра 1941. године и током целе 1942. Михаиловићеви „легализовани" четници похапсили су и предали Немцима у разним крајевима Србије хиљаде присталица партизана које су Немци држали и стрељали у логорима на Бањици, Нишу, Ужицу, Чачку и другим местима, а поред тога сами четници су поубијали хиљаде присталица партизана, батинали хиљаде људи, а велики број жена и девојака из партизанских породица силовали.
Малобројни преостали партизани у западној Србији су брзо уништени.
Унутарустанички партизанско-четнички сукоб, једном започет у Србији, имао је ланчане последице на целу окупирану Југославију. КПЈ убрзо забрањује на истој територији упоредно постојање две војске, а четници забрањују све разговоре са комунистима, сем преко нишана.